# Grã-Bretanha nos Jogos Olímpicos de Verão de 1952
O Reino Unido da Grã-Bretanha e Irlanda do Norte competiram como Grã-Bretanha nos Jogos Olímpicos de Verão de 1952 em Helsinque,Finlândia.Nesses jogos,os britânicos ficaram com o pior resultado de todas as suas participações:só conseguiram uma medalha de ouro,ficando em 18º lugar.